# حدیث سفینه
حدیث سفینه از احادیثی است که در منابع معتبر شیعه و سنی نقل شده‌است و شیعه آن را برای اثبات حقانیت خود استفاده می‌کند.
این حدیث به طرق مختلف کتاب‌های حدیث شیعه آمده‌است. مثلاً، شیخ طوسی در کتاب امالی خود این روایت را از طریق ابوذر غفاری نقل می‌کند:
... ابوذر از پیامبر صلی الله علیه و آله نقل می‌کند که فرمود:
إِنَّمَا مَثَلُ أَهْلِ بَیتِی فِیکُمْ کَمَثَلِ سَفِینَةِ نُوحٍ، مَنْ دَخَلَهَا نَجَی، وَ مَنْ تَخَلَّفَ عَنْهَا غَرِقَ
مَثَل اهل بیت من در میان شما مانند کشتی حضرت نوح است، هر کس به این کشتی داخل شود نجات می‌یابد، و هر کس سوار نشود و از آن دوری و تخلف ورزد غرق و نابود می‌گردد.

## سند حدیث
جمعی از دانشمندان و محدثان اهل سنت این حدیث را از هشت نفر از صحابه نقل کرده اند که عبارت اند از: علی بن ابی طالب، عبدالله بن زبیر، ابن عباس، ابوذر غفاری، ابوسعید خدری، انس بن مالک، سلمه بن اکوع و ابو طفیل عامر بن واثله.

## اهمیت
این حدیث بر لزوم تبعیت صرف از اهل بیت و عصمت آنان دلالت دارد. ابن حجر هیثمی در کتاب الصواعق المحرقه بعد از آوردن این حدیث میگوید:
«وجه تشبیه اهل بیت به کشتی آن است که هر کس ایشان را دوست بدارد و به خاطر سپاسگزاری نعمت نبوی ایشان را بزرگ بدارد و راه هدایت علمای ایشان را برگیرد، از تاریکی مخالف با خدا نجات یافته و کسی که از آن تخلف کند، در دریای کفران نعمت ها غرق شده و در سرکشی هلاک خواهد شد.»